# Lakṣmī

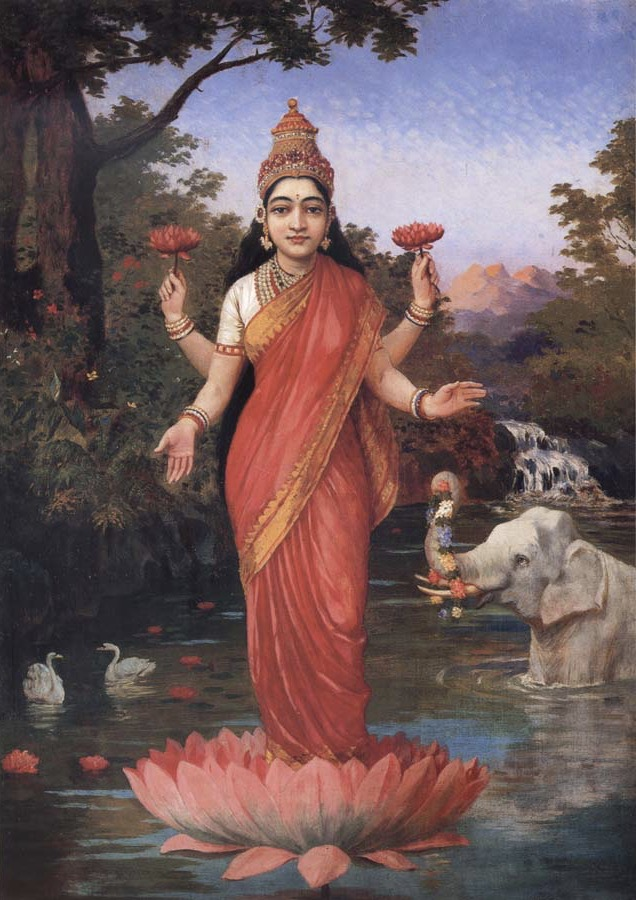
Lakṣmī

Nell'induismo, Lakṣmī (in sanscrito लक्ष्मी, con grafia inglese Lakshmi e talvolta traslitterato in Laxmi) è la Devī dell'abbondanza, della luce, della saggezza e del destino, ma anche (secondariamente) fortuna, bellezza e fertilità. È comunemente considerata consorte (Śakti) di Visnù, e madre con lui di Kama, deva dell'amore.

## Altri nomi
Lakṣmī è anche nota come:

Stella di Lakṣmī

- Nārāyaṇi (नारायणि), o sposa di Viṣṇu;
- Shri, usato anche come termine onorifico per le divinità ma che è soprattutto suo attributo;
- Vidya, o conoscenza;
- Dharidranashini, o distruttrice della povertà;
- Dharidradvamshini, o che combatte la povertà.

Inoltre è strettamente associata al loto (Padma in sanscrito), e molti suoi nomi sono legati al fiore, tra cui:
- Padmapriya: amante del loto,
- Padmamaladhara devi: dea con la ghirlanda di loto,
- Padmamukhim: dal volto di loto,
- Padmakshi: dagli occhi belli come un loto,
- Padmahastam: che regge un loto,
- Padmasundari: affascinante come un loto.

Un altro suo nome è Bhargavi, in quanto si sarebbe reincarnata come figlia di Sage Bhrigu.

## Origini
Le origini della dea Lakṣmī sono descritte nello Shri Sukta ("Inno a Shri"), aggiunto al Rig Veda tra il 1000 e il 500 a.C.
Il saggio Durvasa donò a Indra, re dei deva, una ghirlanda di fiori che non sarebbero mai appassiti; Indra diede la ghirlanda al suo elefante sacro, Airavata. Quando Durvasa vide l'elefante calpestare la ghirlanda maledisse Indra, e desiderò che tutti gli dei perdessero il loro potere, che li aveva resi così altezzosi e irrispettosi.
Naturalmente, grazie alla maledizione, gli asura, da sempre in lotta con i deva, riuscirono a scacciarli dal cielo; gli dei sconfitti si rifugiarono dal Creatore Brahmā, che chiese a deva e asura di zangolare l'oceano di latte per ottenerne il nettare dell'immortalità. Gli dei allora chiesero l'aiuto di Viṣṇu, che prese le sembianze della tartaruga Kūrma e fornì la base per sostenere il monte Mandara, che fu usato come bastone, mentre il re dei nāga, Vasuki, fece da corda.
Tra i tesori divini apparsi dalla zangolatura dell'oceano di latte, ci fu anche Lakshmi, che scelse subito Viṣṇu come compagno in quanto l'unico in grado di controllare la māyā (illusione).
In conseguenza di queste origini, Lakṣmī è anche detta figlia del mare, e sorella della luna, anch'essa apparsa dalla zangolatura.

## Attributi
Nell'induismo puranico Lakṣmī è Madre dell'Universo e Shakti di Visnù, e in quanto tale sono considerate sue incarnazioni le consorti di molti avatar del dio: Sītā, moglie di Rāma, Rukmini, moglie di Krishna, Alamelu, moglie di Venkateshwara (l'identificazione di Venkateshwara e Alamelu con Viṣṇu e Lakṣmī è però abbastanza recente).

## Venerazione

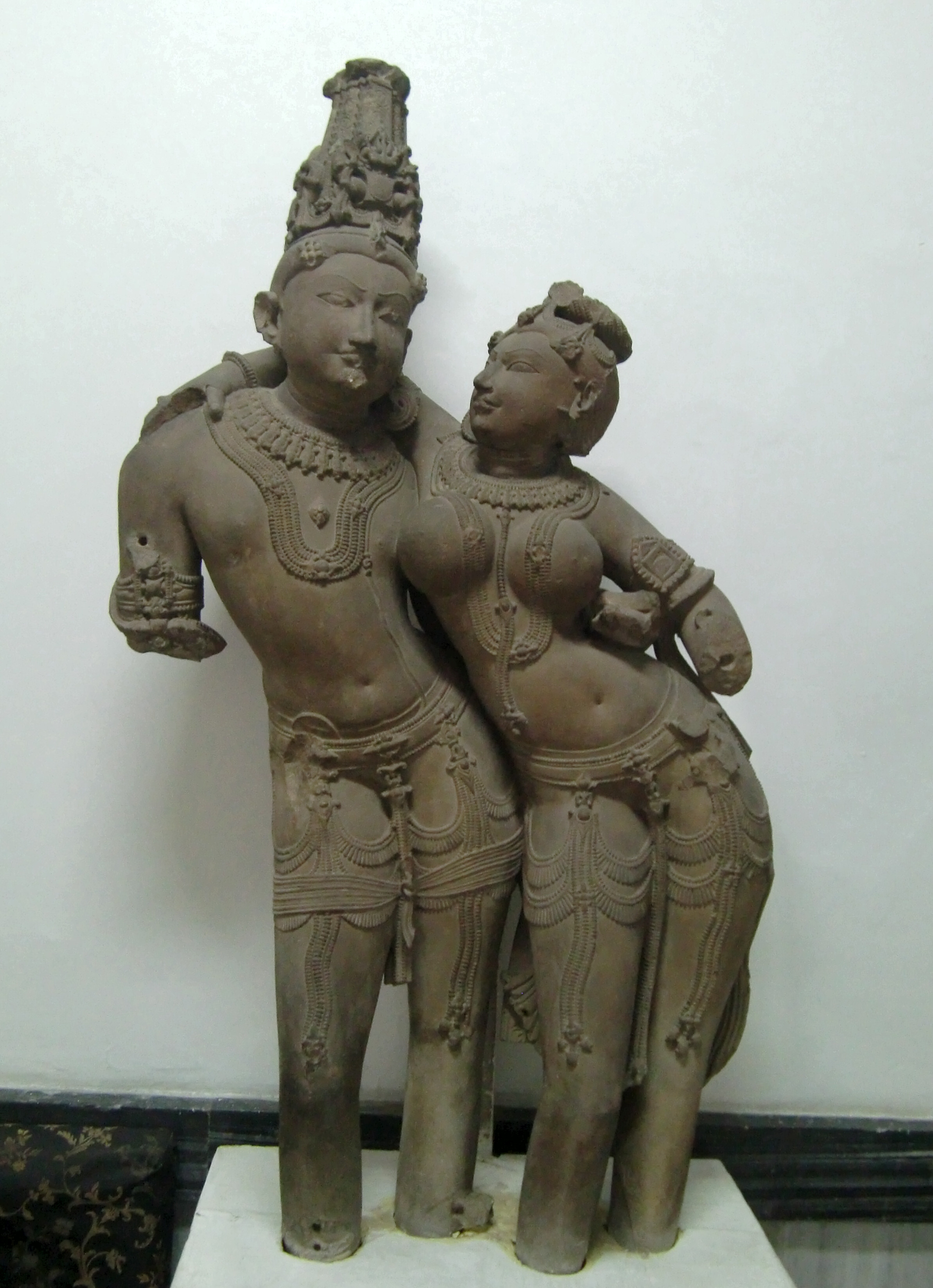
Lakṣmī e Nārāyaṇa (Museo di Nuova Delhi).

Come divinità della ricchezza è venerata da coloro che vogliono guadagnare o mantenere i propri guadagni; si crede che Lakṣmī (e quindi la ricchezza) visiti solo case pulite e abitate da gente che lavora, mentre si tiene lontana dalla sporcizia e dai pigri.
La dea Lakṣmī è incorrettamente identificata col denaro; questo è certo parzialmente vero, ma è conseguenza del suo attributo principale, la prosperità o abbondanza. È inoltre dea anche della purezza e della santità, oltre che del Brahma-vidya (conoscenza divina); è a lei che ci si rivolge per chiedere felicità in famiglia, amici, matrimonio, bambini, cibo e ricchezza, bellezza e salute.
È una divinità molto venerata, e oltre ad essere oggetto di culto da parte di ogni confessione induista (abbastanza raro per i deva), lo è anche da parte di molti giainisti e buddhisti.
Tra le preghiere a Lakṣmī le più famose sono il Lakshmi Stuti (tratta dallo Shri Viṣṇu Purana) e lo Shri Sukta.

### Otto tipi di ricchezza
Come dea della ricchezza ha 8 aspetti;
1. Adi Lakshmi (आदि लक्ष्मी, Ādi Lakṣmī) — abbondanza di santità;
2. Dhanya Lakshmi (धान्य लक्ष्मी, Dhānya Lakṣmī) — abbondanza di cibo;
3. Dhairya Lakshmi (धैर्य लक्ष्मी, Dhairya Lakṣmī) — abbondanza di coraggio;
4. Gaja Lakshmi (गज लक्ष्मी, Gaja Lakṣmī) — elefanti, simbolo di ricchezza;
5. Santana Lakshmi (सन्तान लक्ष्मी , Santāna Lakṣmī) — abbondanza di progenie;
6. Vijaya Lakshmi (विजय लक्ष्मी, Vijaya Lakṣmī) — abbondanza di vittorie;
7. Vidya Lakshmi (विद्या लक्ष्मी, Vidyā Lakṣmī) — abbondanza di conoscenza;
8. Dhana Lakshmi (धन लक्ष्मी, Dhana Lakṣmī) — abbondanza di denaro.

## Festività induiste
La principale festa dedicata a Lakshmi è la Diwali, festa delle luminarie; per tradizione in tutte le case si pongono delle piccole candele alle finestre e si prega Lakshmi di passare a benedirle.
In Uttaranchal, dopo la cerimonia in onore della dea nella notte della Diwali, lo Shankh non viene suonato, perché anch'esso sarebbe nato dall'oceano come la dea, perciò gli si dà un giorno di riposo.
Lakṣmī è la patrona della città di Kolhapur, Maharashtra.

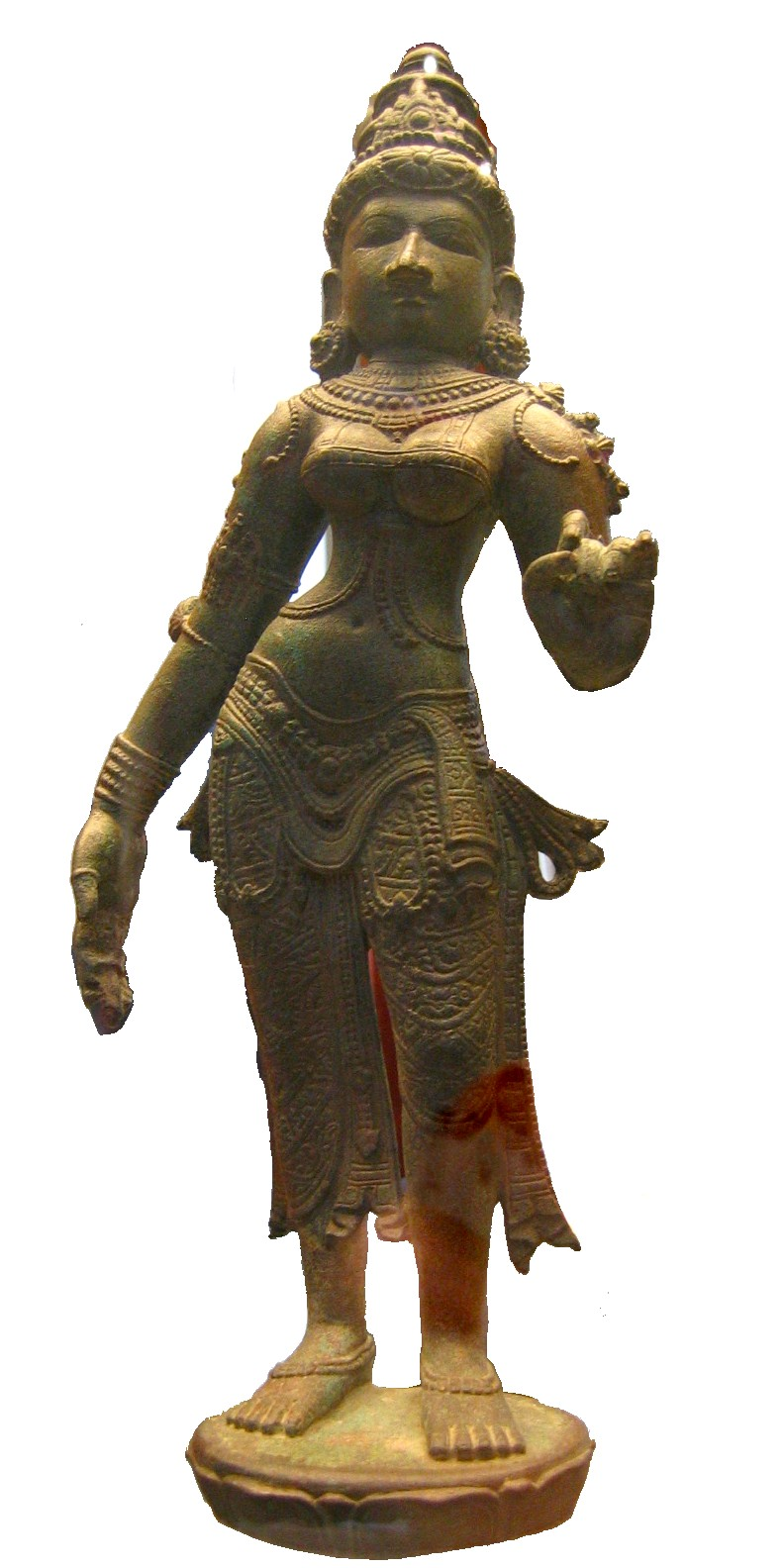
Statua raffigurante Lakṣmī.

## Iconografia
Fisicamente, la dea Lakṣmī è generalmente rappresentata come una bella donna, con quattro braccia, seduta su un loto, vestita con vesti preziose e gioielli; ha un atteggiamento benevolo, è giovane ed ha un aspetto materno.
Il particolare più evidente dell'iconografia di Lakṣmī è la sua costante associazione al fiore di loto; questo perché tale pianta, che nasce dal fango ma fiorisce sulla superficie dell'acqua, senza che il fiore porti traccia alcune del fango, è simbolo di purezza, forza spirituale, perfezione e autorità. Inoltre, la posizione seduta su un loto è un elemento ricorrente dell'iconografia di molte altre divinità induiste e buddhiste, ed indica che l'essere in questione trascende le limitazioni del mondo (il "fango" dell'esistenza) per muoversi liberamente in una sfera di purezza e spiritualità (come il loto sulla superficie dell'acqua).
Il veicolo di Lakṣmī è il gufo (ulooka in sanscrito).